# شعب أندمان العظيم

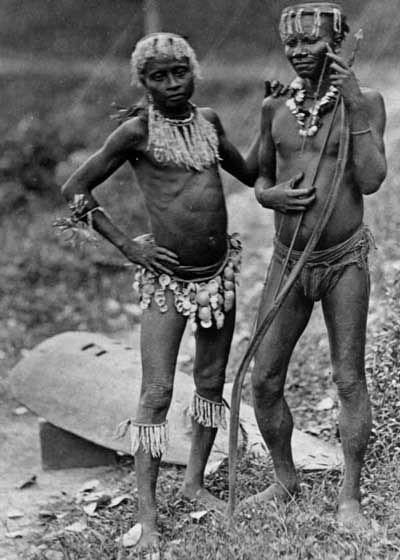

شعب أندمان العظيم (بالإنجليزية: Great Andamanese) من الشعوب الأصلية لأرخبيل أندمان العظيم في جزر أندمان. تاريخيًا، عاش الأندمانيون في جميع أنحاء الأرخبيل، وانقسموا إلى عشر قبائل رئيسية. تتضمن اللغات المرتبطة بهم بشكل وثيق اللغات الأندمانية العظمى وهي إحدى عائلتي اللغات الأندمانية.
يرتبط الأندمانيون بشكل واضح بالشعوب الأندمانية الأخرى ولكنهم تميزوا عنهم بالثقافة والجغرافيا. تختلف لغات المجموعات الأربعة الأخرى عن اللغات الأندمانية العظمى وتُعتبر غير مفهومة فيما بينها؛ وهي مصنفة ضمن عائلة لغات منفصلة عنها وهي لغات أونغن.
تعرَّض شعب أندمان العظيم، الذي عُدَّ فيما مضى من أكبر المجموعات الخمس الرئيسية في جزر أندمان إذ بلغ تعدادهم ما بين 2000 و 6600 نسمة، للضرر البالغ جراء الأمراض وتناول المشروبات الكحولية والحرب الاستعمارية وفقدان أراضي الصيد. ولم ينجو منهم سوى 52 شخص مثلما ورد في إحصائيات فبراير عام 2010، واختفت جميع المميزات القبلية واللغوية، ولذلك يمكن اعتبارهم الآن مجموعة أندمان العرقية العظمى الوحيدة ذات الأنساب المختلطة من البرماويون والهنود والسكان الأصليين.

## الأصول
يُصنَّف شعب أندمان العظيم من قِبَل علماء الأنثروبولوجيا كواحد من شعوب النيغريتو، والتي تتضمن أيضًا أربع مجموعات أصلية من جزر أندمان وهي (أونجي وجاراوا وجانجيل وسينتينلز) وخمسة مجموعات أخرى معزولة من جنوب شرق آسيا. ويُعتقد أن شعب الأندمان نيغريتو هم السكان الأوليِّن لتلك الجزر، بعد أن هاجروا من البر الرئيسي منذ عشرات الآلاف من السنين.
حتى أواخر القرن الثامن عشر، حافظ شعب أندمان على أنفسهم بعيدًا عن التأثيرات الخارجية من خلال رفضهم القاطع لأي شكل من أشكال الاتصالات (والتي شملت قيامهم بقتل أي شخص أجنبي يصعد على متن السفن) إلى جانب بُعد الجزر عن أي منطقة اتصال. وهكذا، يُعتقد أن قبائل أندمان العشر العُظمى إلى جانب المجموعات المحلية الأربعة قد تباعدت فيما بينها على مدى آلاف السنين.

## التركيبة السكانية
بحلول أواخر القرن الثامن عشر، عندما استقر البريطانيون على أرخبيل أندمان العظيم، قسَّموا الشعب إلى 10 قبائل رئيسية ذات لغات مختلفة لكل منها بنحو 200 إلى 700 فرد. وقد غطَّت أراضيهم معظم أرخبيل الجزر، بما في ذلك أرخبيل ريتشي وجزيرة روتلاند، باستثناء جزيرة أندمان الصغيرة (المسكونة من قِبَل مجموعة أونجي) وجزر سينتينل الشمالية والجنوبية (سينتينلز). تعايش سكان جنوب أندمان مع أفراد مجموعة جاراوا، وعلى جزيرة روتلاند مع مجموعة جانجيل. تمثلت القبائل الأصلية، التي نُظمت بحسب المقاطعات، من الشمال إلى الجنوب تقريبًا، في:
- المجموعة الفرعية الشمالية (ييروا):
  - أكا كاري –شمالي أندمان الشمالية – شخصين فقط في عام [8]1994
  - أكا كورا – شرقي أندمان الشمالية – معزولة تمامًا عام [8]1994
  - أكا بو – غربي أندمان الشمالية – 15 شخص عام [8]1994
  - أكا جيرو – جنوبي ومنتصف أندمان الشمالية – 19 شخص عام [8]1994

- المجموعة الفرعية الجنوبية (بوجيجاب):
  - أكا كيدي – شمالي جزيرة أندمان الوسطى – معزولة بعد عام [9]1931
  - أكا كول – جنوبي شرقي جزيرة أندمان الوسطى – معزولة بحلول عام [9]1921
  - أوكو جوي – جنوبي غربي جزيرة أندمان الوسطى – معزولة بحلول عام [9]1931
  - بوسيكوار – شمالي شرقي جزيرة أندمان الوسطى وجزيرة باراتانج – معزولة بعد عام [9]1931
  - أكار بال – أرخبيل ريتشي – معزولة بعد عام [9]1931
  - أكا بي – على ساحل جزيرتي أندمان الجنوبية وروتلاند – معزولة عام [9]1931

(تشير السوابق الثابتة أعلاه إلى اللغات المعنية لكل مجموعة، ولكنها غالبًا ما تُستخدم كأسماء للقبائل). بحلول عام 1994، ثمَّة أيضًا 4 أفراد من أندمان العظمى ممن لا ينتمون إلى قبائل أصلية.
تمتد جزر أندمان العظمى على خطي الشمال والجنوب لمسافة قدرها 350 كم ولكنها لا تزيد عن 50 كم بالعرض على أوسع نطاق. وبسبب هذا الموقع الجغرافي الغريب، تمتلك كل قبيلة جاران أو ثلاثة فقط. في الواقع، حتى بداية العصور الاستعمارية، لم تدرك القبائل الشمالية والجنوبية وجود بعضها البعض. باستثناء أكا بي وأكار بال، اللتان حافظتا على علاقات ودية قوية إلى جانب أن لغتيهما كانتا مفهومة بشكل متبادل إلى حد ما، ثمَّة تفاعل ضئيل بين القبائل حينما بدأت الاتصالات الأوروبية. قُسمت القبائل إلى وحدات أصغر حجمًا - «طوائف»، «مجموعات محلية»، والعائلات البارزة - وأيضًا جرى الانقسام بين سكان الشواطئ (أريوتو) وسكان الغابات (إيريماتاج).